# Elektriciteitscentrale Schkopau
Elektriciteitscentrale Schkopau (Kraftwerk Schkopau) is een bruinkool-gestookte centrale bij Korbetha in gemeente Schkopau in de Duitse deelstaat Sachsen-Anhalt.
Het heeft een geïnstalleerde productiecapaciteit van 900 MW bruto. De eerste eenheid (blok A) werd in 1995 voltooid, de tweede eenheid (blok B) in 1996. De schoorsteen van de Schkopau-centrale is 200 meter hoog. De brandstof bruinkool wordt geleverd door het mijnbouwbedrijf MIBRAG.
Deze centrale levert energie voor het publieke netwerk, chemische industrie en treinverkeer. In 2012 kocht het Tsjechische bedrijf EPH 42% van deze centrale en bracht dat onder bij dochteronderneming Saale Energie. Het overige deel is van Uniper, een afsplitsing van E.ON.

## Externe link

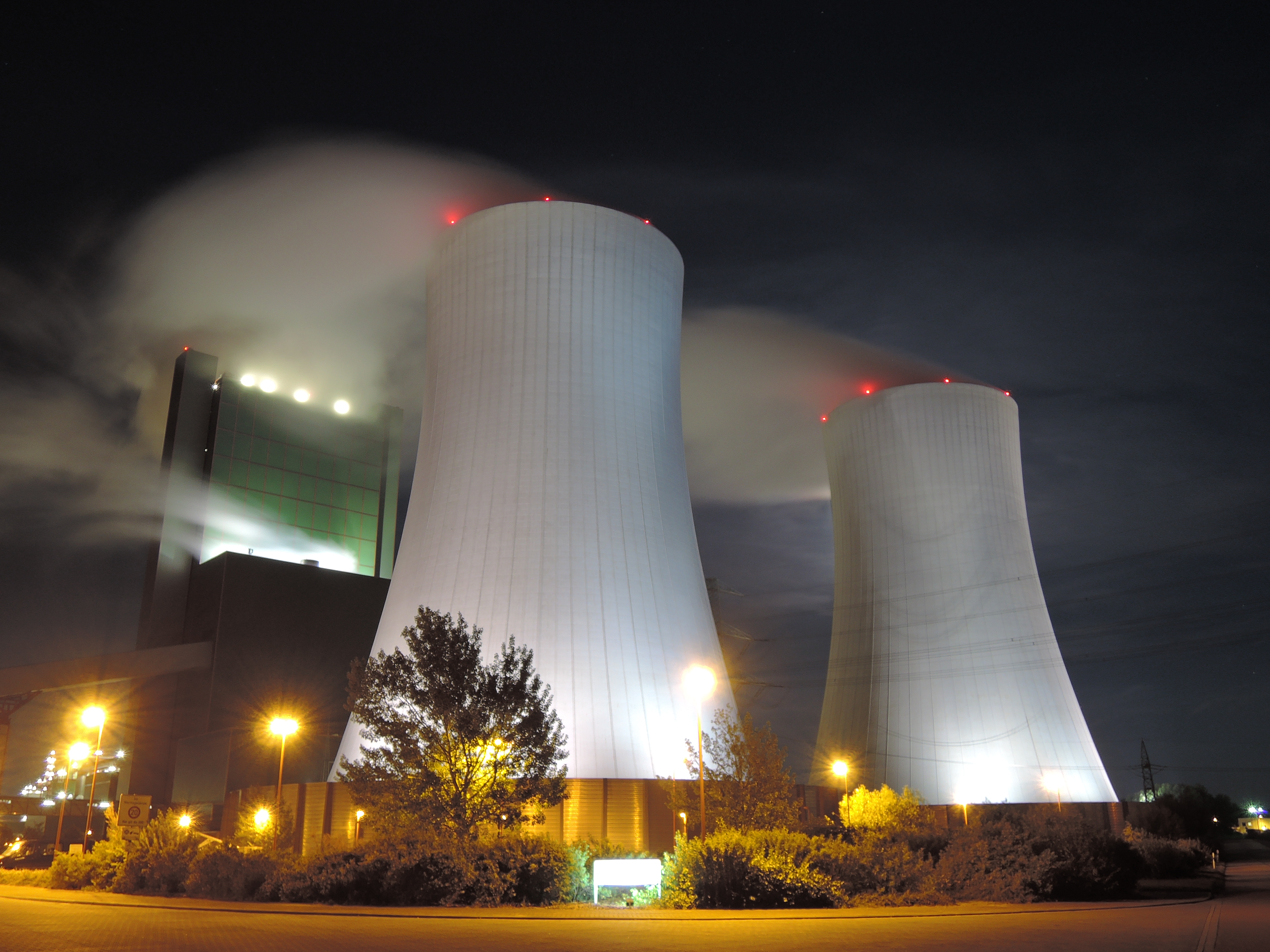
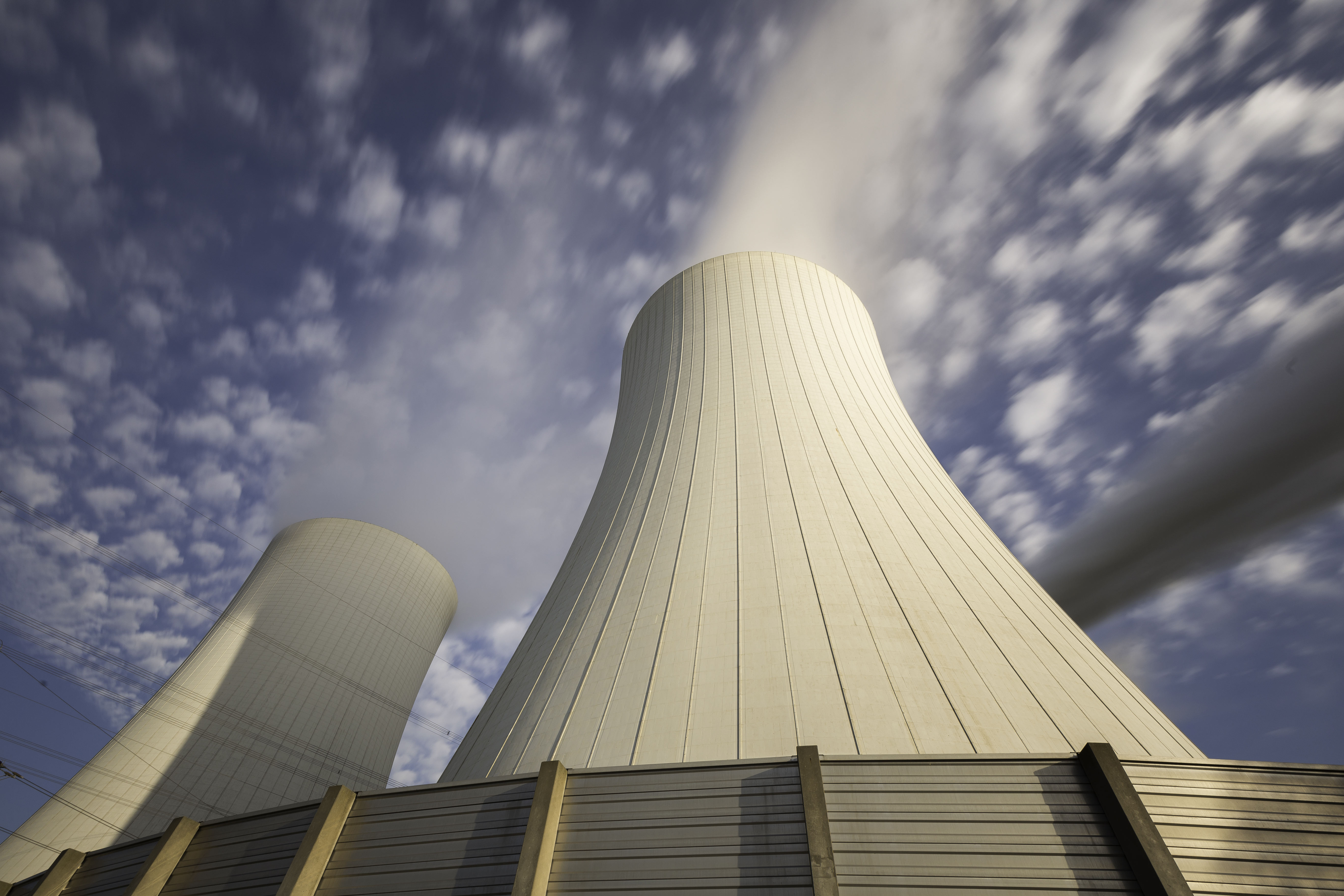